# Karl Röderer
Karl Röderer (n. 12 iulie 1868, Trogen, Cantonul Appenzell Extern, Elveția – d. 28 august 1928, St. Gallen, Cantonul St. Gallen, Elveția) a fost un trăgător de tir ce a reprezentat Elveția, medaliat olimpic. A participat la o ediție a Jocurilor Olimpice (1900) în care a câștigat două medalii de aur.